# Drusus vernonensis
Drusus vernonensis là một loài Trichoptera trong họ Limnephilidae. Chúng phân bố ở miền Cổ bắc.